# 宝林古寺
宝林古寺，位于中国广东省肇庆市四会市贞山街道柑榄村委上寨村，建筑面积1210平方米。始建于北宋熙宁四年（1071年），历经重修，现寺建于明崇祯年间（1628年）。1986年12月，列入四会市第一批文物保护单位。2019年4月19日，入选第九批广东省文物保护单位。
宝林古寺的历史年代为清代。